# یون سوک هیون
یون سوک هیون (کره‌ای: 윤석현؛ زادهٔ ۴ سپتامبر ۱۹۸۳) بازیگر اهل کره جنوبی است. یون حرفه بازیگری را در تئاتر و موزیکال آغاز، کرد و سپس در سال ۲۰۲۱ وارد تلویزیون شد. او به خاطر ایفای نقش در دهکده ساحلی چاچاچا (۲۰۲۱) و دهن لق (۲۰۲۲) شناخته می‌شود.

## فیلم‌شناسی

### فیلم
| سال  | عنوان   | نقش        | توضیحات  | منابع |
| ---- | ------- | ---------- | -------- | ----- |
| ۲۰۱۷ | گمشده ۲ | کو سانگ وو | نقش جزئی | [ ۲ ] |

### تلویزیون
| سال  | عنوان                | نقش                  | توضیحات      | منابع  |
| ---- | -------------------- | -------------------- | ------------ | ------ |
| ۲۰۱۵ | آخرین                |                      | نقش جزئی     | [ ۳ ]  |
| ۲۰۲۱ | دهکده ساحلی چاچاچا   | چوی گوم چول          | نقش مکمل     | [ ۴ ]  |
| ۲۰۲۲ | پیش‌بینی عشق و آب‌وهوا | مدیر سازمان هواشناسی | حضور افتخاری |        |
| ۲۰۲۲ | دهن لق               | چا سونگ ته           | نقش مکمل     | [ ۵ ]  |
| ۲۰۲۳ | نیروهای امداد        | جو دو چیل            | حضور ویژه    | [ ۶ ]  |
| ۲۰۲۳ | دوره فشرده عاشقانه   | سونگ جون هو          | حضور ویژه    | [ ۷ ]  |
| ۲۰۲۳ | راننده تاکسی ۲       | سانگ مان             | حضور ویژه    | [ ۸ ]  |
| ۲۰۲۳ | شکوفایی جوانی ما     | سونگ گا              | حضور ویژه    | [ ۹ ]  |
| ۲۰۲۳ | غریبه‌ها              | اوه یونگ مین         |              | [ ۱۰ ] |